# Francesca Massobrio
Francesca Massobrio (Asti, 9 luglio 1993) è una martellista italiana, finalista continentale giovanile sia agli Europei under 23 di Tampere 2013 che agli Europei juniores di Tallinn 2011 e medaglia di bronzo ai Mediterranei under 23 di Aubagne 2014.

## Biografia
Ha iniziato a praticare l’atletica, cominciando subito dai lanci, nel 2005 (categoria Ragazze) con la Società Sportiva Vittorio Alfieri della sua città natale, venendo allenata da Angelo Colasuonno. Dal 2011 è tesserata con il CUS Torino e viene seguita da allora da Luca Ruffinengo (sotto l’osservazione di Walter Superina, tecnico nazionale specialista nel lancio del martello).
Dal 2014 ha il doppio tesseramento con le Fiamme Oro.
Già al primo anno, 2007, del biennio nella categoria Cadette vince il suo primo titolo italiano under 16 e l’anno seguente si laurea vicecampionessa nella stessa rassegna nazionale.
Durante il biennio 2009-2010 trascorso nella categoria Allieve disputa 4 rassegne internazionali giovanili: 2009, Mondiali allieve a Bressanone (21ª) e Gymnasiadi a Doha (6ª); 2010, Trials europei giochi olimpici giovanili a Mosca (6ª) e Giochi olimpici giovanili estivi a Singapore.
Nello stesso biennio vince tre medaglie ai campionati italiani giovanili: due argenti nel 2009, ai giovanili invernali di lanci (bronzo nel 2010) ed ai nazionali under 18; inoltre esordisce agli assoluti (si può partecipare dalla categoria Allieve) di Milano 2009 dove disputa la finale, così come a quelli di Grosseto 2010.
Da Junior, 2011-2012, fa quasi en plein di titoli italiani vincendo quattro finali su cinque disputate: nazionali giovanili invernali di lanci (‘11-‘12), universitari (‘11) e juniores (‘11); agli assoluti di Torino 2011 termina ai piedi del podio col quarto posto finale (a 4 cm dal bronzo di Micaela Mariani, 61,23 m contro 61,19 m).
In ambito internazionale giovanile termina nona agli Europei juniores di Tallinn 2011.
Nel triennio tra le Promesse, 2013-‘14-‘15, ai vari campionati nazionali vince 10 medaglie (con 5 titoli) su 14 potenziali: (‘13) argento promesse e quarta assoluta agli invernali di lanci, oro agli under 23, argento sia agli universitari che agli assoluti; (‘14) oro promesse e bronzo assoluta agli invernali di lanci, oro agli under 23, era iscritta ma non ha partecipato ai nazionali universitari e nessuna misura realizzata agli assoluti di Rovereto; (‘15) oro promesse e quarta assoluta agli invernali di lanci, oro agli under 23, argento agli universitari e quarto posto agli assoluti di Torino.
A livello internazionale durante lo stesso triennio giunge decima sia agli Europei under 23 di Tampere 2013 che nella Coppa Europa invernale di lanci under 23 di Leiria 2014, anno in cui vince la medaglia di bronzo ai Mediterranei under 23 di Aubagne.
Da seniores, nel triennio 2016-’17-’18, ottiene sette medaglie su otto ai vari campionati italiani: (‘16) bronzo agli invernali di lanci ed oro sia agli universitari che agli assoluti di Rieti; (‘17) tre volte argento, nell’ordine agli invernali di lanci, agli universitari ed agli assoluti di Trieste; (‘18) oro agli universitari e quinta posizione agli assoluti di Pescara.
L’11 marzo del 2017 in Spagna esordisce con la maglia della Nazionale assoluta in occasione della Coppa Europa invernale di specialità a Gran Canaria dove finisce la rassegna continentale in 22ª posizione.
Ha partecipato a tutte le rassegne internazionali giovanili: Giochi olimpici giovanili, Mondiali allievi, Gymnasiadi, Europei juniores, Europei under 23, Coppa Europa invernale di lanci under 23, Mediterranei under 23; tranne che ai Mondiali juniores (in cui è stata assente all’edizione di Barcellona 2012 causa mononucleosi.
Il primato personale nel lancio del martello di 64,65 metri, realizzato nel 2013, la colloca all’ottavo posto nella lista italiana all time di specialità, seconda fra le martelliste italiane ancora in attività (dietro Sara Fantini, quarta di sempre con 70,30 m) ed è anche presente in tutte le categorie giovanili nelle graduatorie nazionali di sempre: quinta tra le under 23 (64,65 m), quarta nelle juniores (61,19 m), terza fra le allieve (56,18 m - attrezzo da 4 kg) e settima delle cadette (53,89 m - 3 kg).
Dall’edizione di Milano 2009 (primo anno allieve) a quella di Pescara 2018 è sempre stata finalista ai campionati italiani assoluti (le under 18 sono la categoria minima per partecipare) tranne a Bressanone 2012 (assente causa mononucleosi).
In carriera ha già vinto 13 titoli italiani almeno uno in ogni categoria (comprese le universitarie), tranne fra le allieve (due volte argento nel 2009).
Complessivamente ai vari campionati nazionali, compresi anche quelli universitari, ha già vinto 26 medaglie su 35.
Ai campionati italiani giovanili è quasi sempre andata a medaglia, vincendo 14 medaglie (con 9 ori) su 15 finali (quarta ai nazionali allieve di Rieti 2010).
È attualmente la martellista italiana a livello nazionale sia più medagliata che titolata (anche in ambito giovanile) in attività.
Dal 2011 al 2018 ha sempre chiuso la stagione nella top ten italiana di specialità: seconda 2017-‘13, quarta 2016-‘15-‘14, quinta 2011, sesta 2012-‘18.
Prima di passare all’atletica leggera, ha praticato danza classica e pallavolo.
Nell’ottobre del 2015 si è laureata in Scienze motorie ad Asti nella Scuola Universitaria Interfacoltà Scienze Motorie dell’Università di Torino ed ora è iscritta allo stesso ateneo torinese nel corso magistrale in Scienze motorie delle attività fisiche adattate.

## Progressione

### Lancio del martello
| Stagione | Misura  | Luogo   | Data      | Rank. Mond. |
| -------- | ------- | ------- | --------- | ----------- |
| 2018     | 58,49 m | Bergamo | 23-6-2018 | -           |
| 2017     | 63,89 m | Imperia | 8-7-2017  | -           |
| 2016     | 64,46 m | Asti    | 21-5-2016 | -           |
| 2015     | 61,90 m | Lione   | 28-2-2015 | -           |
| 2014     | 62,00 m | Torino  | 7-6-2014  | -           |
| 2013     | 64,65 m | Rieti   | 16-6-2013 | -           |
| 2012     | 59,27 m | Rieti   | 6-10-2012 | -           |
| 2011     | 61,19 m | Torino  | 25-6-2011 | -           |
| 2010     | 56,18 m | Torino  | 15-5-2010 | -           |
| 2009     | 51,66 m | Bergamo | 27-6-2009 | -           |
| 2008     | 53,89 m | Fidenza | 22-6-2008 | -           |
| 2007     | 51,62 m | Torino  | 22-9-2007 | -           |

## Palmarès
| Anno | Manifestazione                           | Sede       | Evento              | Risultato | Misura  | Note   |
| ---- | ---------------------------------------- | ---------- | ------------------- | --------- | ------- | ------ |
| 2009 | Mondiali allievi                         | Bressanone | Lancio del martello | 21ª       | 49,29 m | [ 14 ] |
| 2009 | Gymnasiadi                               | Doha       | Lancio del martello | 6ª        | 49,53 m | [ 15 ] |
| 2010 | Trials europei giochi olimpici giovanili | Mosca      | Lancio del martello | 6ª        | 54,02 m | [ 16 ] |
| 2010 | Giochi olimpici giovanili                | Singapore  | Lancio del martello | 14ª       | 48,43 m | [ 16 ] |
| 2011 | Europei juniores                         | Tallinn    | Lancio del martello | 9ª        | 58,02 m | [ 17 ] |
| 2013 | Europei under 23                         | Tampere    | Lancio del martello | 10ª       | 61,43 m | [ 18 ] |
| 2014 | Mediterranei under 23                    | Aubagne    | Lancio del martello | Bronzo    | 57,78 m | [ 19 ] |

## Campionati nazionali
- 1 volta campionessa assoluta nel lancio del martello (2016)
- 3 volte campionessa universitaria nel lancio del martello (2011, 2016, 2018)
- 3 volte campionessa promesse nel lancio del martello (2013, 2014, 2015)
- 2 volte campionessa promesse agli invernali di lanci nel lancio del martello (2014, 2015)
- 1 volta campionessa juniores nel lancio del martello (2011)
- 2 volte campionessa giovanile agli invernali di lanci nel lancio del martello (2011, 2012)
- 1 volta campionessa cadette nel lancio del martello (2007)

2007
- Oro ai Campionati italiani cadetti e cadette, (Ravenna), Lancio del martello - 46,55 m[20]

2008
- Argento ai Campionati italiani cadetti e cadette, (Roma), Lancio del martello - 49,33 m[21]

2009
- Argento ai Campionati italiani invernali di lanci, (Bari), Lancio del martello - 51,07 m (giovanili)[22]
- 11ª ai Campionati italiani assoluti, (Milano), Lancio del martello - 49,55 m[23]
- Argento ai Campionati italiani allievi e allieve, (Grosseto), Lancio del martello - 51,09 m[24]

2010
- Bronzo ai Campionati italiani invernali di lanci, (San Benedetto del Tronto), Lancio del martello - 52,92 m (giovanili)[25]
- 7º ai Campionati italiani assoluti, (Grosseto), Lancio del martello - 54,93 m[26]
- 4ª ai Campionati italiani allievi e allieve, (Rieti), Lancio del martello - 51,32 m[27]

2011
- Oro ai Campionati italiani invernali di lanci, (Viterbo), Lancio del martello - 58,14 m (giovanili)[28]
- Oro ai Campionati nazionali universitari, (Torino), Lancio del martello - 60,03 m[29]
- Oro ai Campionati italiani juniores e promesse, (Bressanone), Lancio del martello - 58,52 m[30]
- 4ª ai Campionati italiani assoluti, (Torino), Lancio del martello - 61,19 m [31]

2012
- Oro ai Campionati italiani invernali di lanci, (Lucca), Lancio del martello - 57,60 m (giovanili)[32]

2013
- 4ª ai Campionati italiani invernali di lanci, (Lucca), Lancio del martello - 57,77 m (assolute)[33]
- Argento ai Campionati italiani invernali di lanci, (Lucca), Lancio del martello - 57,77 m (promesse)[34]
- Oro ai Campionati italiani juniores e promesse, (Rieti), Lancio del martello - 64,65 m [35]
- Argento ai Campionati nazionali universitari, (Cassino), Lancio del martello - 60,22 m[36]
- Argento ai Campionati italiani assoluti, (Milano), Lancio del martello - 61,49 m[37]

2014
- Bronzo ai Campionati italiani invernali di lanci, (Lucca), Lancio del martello - 60,80 m (assolute)[38]
- Oro ai Campionati italiani invernali di lanci, (Lucca), Lancio del martello - 60,80 m (promesse)[39]
- Oro ai Campionati italiani juniores e promesse, (Torino), Lancio del martello - 62,00 m [40]
- In finale ai Campionati italiani assoluti, (Rovereto), Lancio del martello - nm[41]

2015
- 4ª ai Campionati italiani invernali di lanci, (Lucca), Lancio del martello - 59,57 m (assolute)[42]
- Oro ai Campionati italiani invernali di lanci, (Lucca), Lancio del martello - 59,57 m (promesse)[43]
- Oro ai Campionati italiani juniores e promesse, (Rieti), Lancio del martello - 60,53 m[44]
- Argento ai Campionati nazionali universitari, (Fidenza), Lancio del martello - 59,93 m[45]
- 4ª ai Campionati italiani assoluti, (Torino), Lancio del martello - 58,80 m[46]

2016
- Bronzo ai Campionati italiani invernali di lanci, (Lucca), Lancio del martello - 57,65 m[47]
- Oro ai Campionati nazionali universitari, (Modena), Lancio del martello - 60,81 m[48]
- Oro ai Campionati italiani assoluti, (Rieti), Lancio del martello - 62,31 m[49]

2017
- Argento ai Campionati italiani invernali di lanci, (Rieti), Lancio del martello - 61,43 m[50]
- Argento ai Campionati nazionali universitari, (Catania), Lancio del martello - 60,59 m[51]
- Argento ai Campionati italiani assoluti, (Trieste), Lancio del martello - 59,69 m[52]

2018
- Oro ai Campionati nazionali universitari, (Isernia), Lancio del martello - 56,79 m[53]
- 5ª ai Campionati italiani assoluti, (Pescara), Lancio del martello - 57,40 m[54]

## Altre competizioni internazionali
2010
- Argento nell’Incontro internazionale under 18 Italia-Francia-Slovenia, ( Chiuro), Lancio del martello - 54,06 m[16]

2011
- 5ª nell’Incontro internazionale di lanci lunghi under 20 Italia-Francia-Germania-Spagna, ( Amburgo), Lancio del martello - 53,96 m[55]

2012
- 5ª nell’Incontro internazionale di lanci lunghi under 20 e under 23 Italia-Francia-Germania-Spagna, ( Val-de-Reuil), Lancio del martello - 56,98 m[56]

2014
- 4ª nell’Incontro internazionale di lanci lunghi under 23 Francia-Germania-Italia, ( Halle), Lancio del martello - 58,33 m[19]
- 10ª nella Coppa Europa invernale di lanci under 23, ( Leiria), Lancio del martello - 59,45 m[19]

2015
- 4ª nell’Incontro internazionale di lanci lunghi under 20 e under 23 Italia-Francia-Germania-Spagna, ( Lione), Lancio del martello - 61,90 m [57]

2017
- 22ª nella Coppa Europa invernale di lanci, ( Gran Canaria), Lancio del martello - 60,19 m[58]